# 米亞京
50°33′59″N 26°23′34″E / 50.56639°N 26.39278°E
米亞京（烏克蘭語：М'ятин），是烏克蘭西北部的村莊，隸屬里夫內州的里夫內區。該村始建於1880年，面積1.32平方公里，海拔高度234米，2001年人口336，人口密度每平方公里254人。